# 松山刑務所大井造船作業場脱獄事件 (2018年)
松山刑務所大井造船作業場脱獄事件（まつやまけいむしょおおいぞうせんさぎょうじょうだつごくじけん）は、初犯刑務所である愛媛県今治市の松山刑務所大井造船作業場から、2018年4月8日に27歳の男性受刑者が脱走した事件。

## 概要
2018年（平成30年）4月8日、愛媛県今治市の松山刑務所大井造船作業場から、27歳の男性受刑者が脱走する事件が発生した。犯人が広島県尾道市向島に潜伏した可能性が高いことが判明したことから、広島県警が大規模な捜索を開始。検問を各所に設置したほか、民家に人質を取って立て籠もっている可能性を視野に入れ、刑事部の特殊部隊HRTを出動させ、捜索に当たった。その後、有志の一般市民・自衛隊まで動員して徹底したことから、マスメディアに大きく取り上げられた。
だが、3週間近くにわたって同島内で検問・捜索を行われたが、確保することができなかった。マスコミ・専門家により、「すでに島から泳いで脱出したのではないか」「島内に多数ある無人の家屋にまだ潜伏しているのではないか」などといった推理や憶測がなされていた。
2018年4月30日に広島市南区のインターネットカフェ店員から通報を受け、駆けつけた広島県警察により同区内の広島市立荒神町小学校付近で逮捕された。盗んだと思われる身分証明書を使って、ネットカフェを利用していた。

## 逃走中の行動について
島からの脱出
被疑者によると、「2018年4月24日夜、広島県尾道市の向島と本州との間の尾道水道を泳いで渡った」と供述している。向島と本州の間の尾道水道は最短で約200メートルと距離は短いものの、普段の潮流は時速約4.9キロで、職員は「船もエンジンを止めれば流される」という。潮の流れが速く、水温も低いため泳ぐのは難しいことから、捜査員らは島内にいると推測していた。
しかし、25日未明にかけては潮の流れが緩やかになっており、この時間帯を狙って泳いだ可能性があった。24日は潮流が穏やかになる小潮の上、同日深夜から25日未明にかけては「潮止まり」になる。地元の漁協関係者は「プールに近い状態になり、昔は潮止まりのときに子供が泳いでいた。ペットボトルや発泡スチロール箱を使えば浮具にもなる」という。
広島地方気象台によると、尾道水道に最も近い観測所では、24日午後10時に１時間当たり9.5ミリの雨量が観測されており、職員は「ずぶぬれで海から上がっても、怪しまれなかったのではないか」と話している。
尾道市から広島市へ
その後、財布と現金2万円余りを持っていたことから、電車（呉線）で移動したとみられる。

## 事件の経過
- 2018年4月8日午後6時10分ごろ、向島インターチェンジで料金を支払う受刑者が確認される[5]。
- 同午後7時ごろ、松山刑務所大井造船作業場から「受刑者が脱走した」と職員からの通報があった。
- 同8時半ごろ、広島県尾道市の向島で、逃走に使ったとみられる盗難車が発見される。
- 2018年4月9日、愛媛県警察が逃走の疑いで指名手配した。
- 2018年4月10日、車上荒らしに遭った車から、被疑者の指紋やDNA型を検出される。
- 2018年4月8日から13日までに、向島の北部で現金などの窃盗被害が相次ぎ[6]、計7件あった。
- 2018年4月17日、愛媛県警が、脱走後に今治市内の住宅で自動車を盗んだとして窃盗容疑で指名手配。
- 2018年4月24日、向島北部の防犯カメラに、被疑者に似た不審者の姿があった。同日深夜、海を泳いで本州に逃走している。
- 2018年4月29日まで、尾道市内の民家に潜伏していた。
- 2018年4月30日、尾道市内で盗んだバイクで、JR呉線の安芸長浜駅に行き、そこで乗った電車で広島駅に向かい[7]、訪れた広島市内で逃走容疑で逮捕された[8]。

## 脱走に至った動機
脱走した受刑者は、下記のように動機を語っている。同作業場は、受刑者内で作る『自治会』が存在しており、会長、副会長、新人訓練係などといった序列が存在していた。自らの規律違反行為で序列を下げたことから、人間関係に疲れ果てて、大井の体制にも限界を感じていたと告白している。
1. 3月と4月の規律違反で全てを失ったこと。
2. 2月のはじめに足を痛めて、気持ちが病んでいたこと。
3. 規律違反で当時の自治会長との関係が悪くなっていたこと。
4. 規律違反が原因で職員から「他のやつが許しても俺は絶対に許さんからな。覚えとけよ。」と言われたり無視されたりしたこと。
5. 規律違反を誰もが日常的に行い日に日にエスカレートしており、「みんな大井を刑務所ってこと忘れてるな」と感じ、大井全体をリセットするにはあの方法しかないと考えてしまったこと。
6. 職員と一部の受刑者が親密な関係になり、職員が正常な判断ができていなかったこと。
7. いじめのような指導があり、下の立場の受刑者が自分の時間を持てず、奴隷のような扱いを受けていたこと。

その後自治会制度は事件を機に廃止された。

## 裁判
2018年9月28日、松山地方裁判所は逃走・窃盗の罪で懲役6年の求刑に対して懲役4年の判決を下した。